# Sainte-Eulalie (Gironde)
Sainte-Eulalie is een gemeente in het Franse departement Gironde (regio Nouvelle-Aquitaine). De plaats maakt deel uit van het arrondissement Bordeaux. Sainte-Eulalie telde op 1 januari 2022 4.922 inwoners.

## Geografie
De oppervlakte van Sainte-Eulalie bedroeg op 1 januari 2022 9,06 vierkante kilometer; de bevolkingsdichtheid was toen 543,3 inwoners per km².

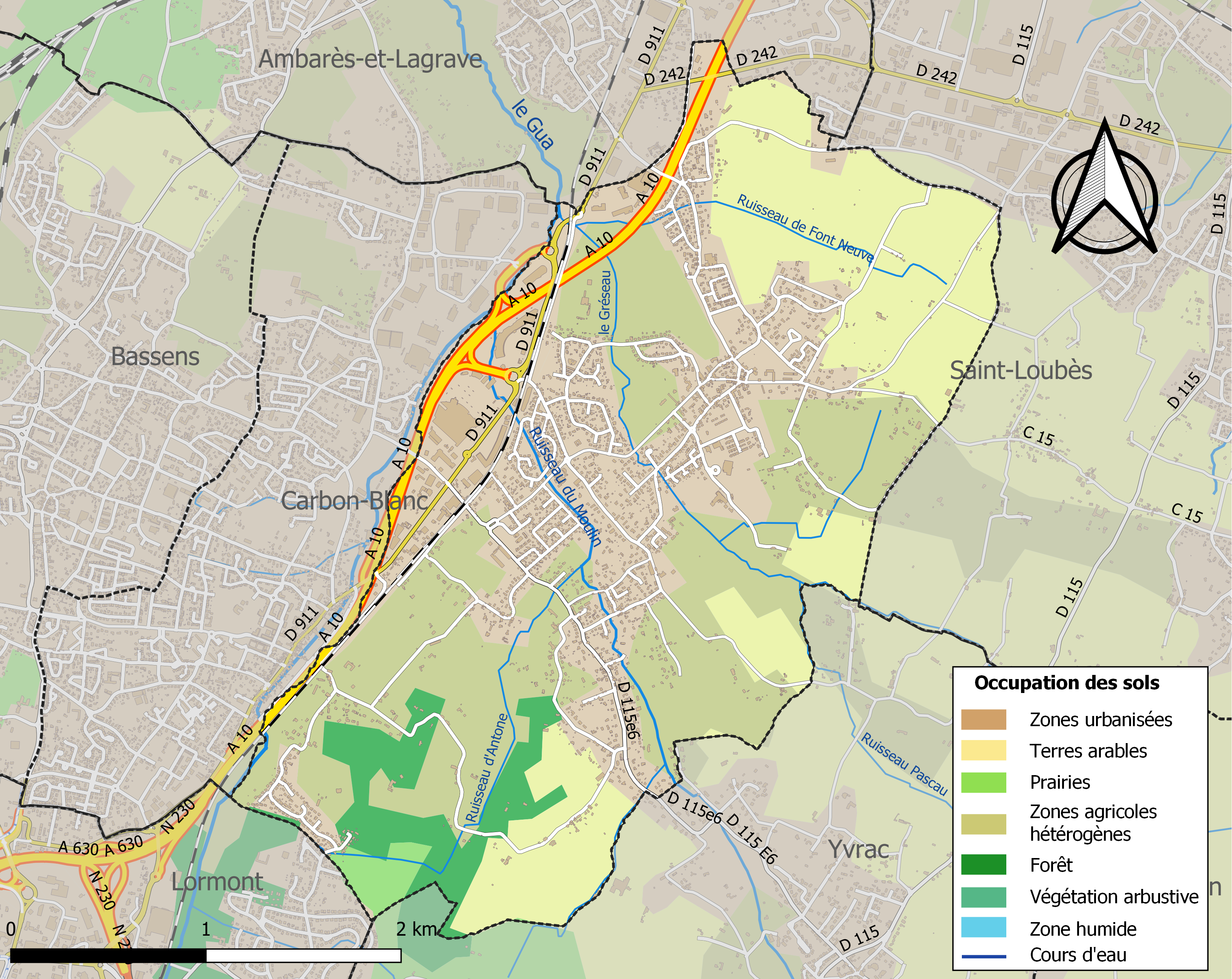
Kaart van de gemeente met belangrijkste infrastructuur, bodemgebruik en omliggende gemeenten

## Verkeer
In de gemeente ligt de spoorweghalte Sainte-Eulalie - Carbon-Blanc.

## Demografie
Onderstaande figuur toont het verloop van het inwonertal (bron: INSEE-tellingen).